# Pleurophyllum
Pleurophyllum är ett släkte av korgblommiga växter. Pleurophyllum ingår i familjen korgblommiga växter.
Kladogram enligt Catalogue of Life:
| Pleurophyllum | \| \| Pleurophyllum criniferum \| \| \| \| \| \| Pleurophyllum hookeri \| \| \| \| \| \| Pleurophyllum oresigenesum \| \| \| \| \| \| Pleurophyllum speciosum \| \| \| \| |
|               | \| \| Pleurophyllum criniferum \| \| \| \| \| \| Pleurophyllum hookeri \| \| \| \| \| \| Pleurophyllum oresigenesum \| \| \| \| \| \| Pleurophyllum speciosum \| \| \| \| |
|               | Pleurophyllum criniferum |
|               | |
|               | Pleurophyllum hookeri |
|               | |
|               | Pleurophyllum oresigenesum |
|               | |
|               | Pleurophyllum speciosum |
|               | |

## Bildgalleri

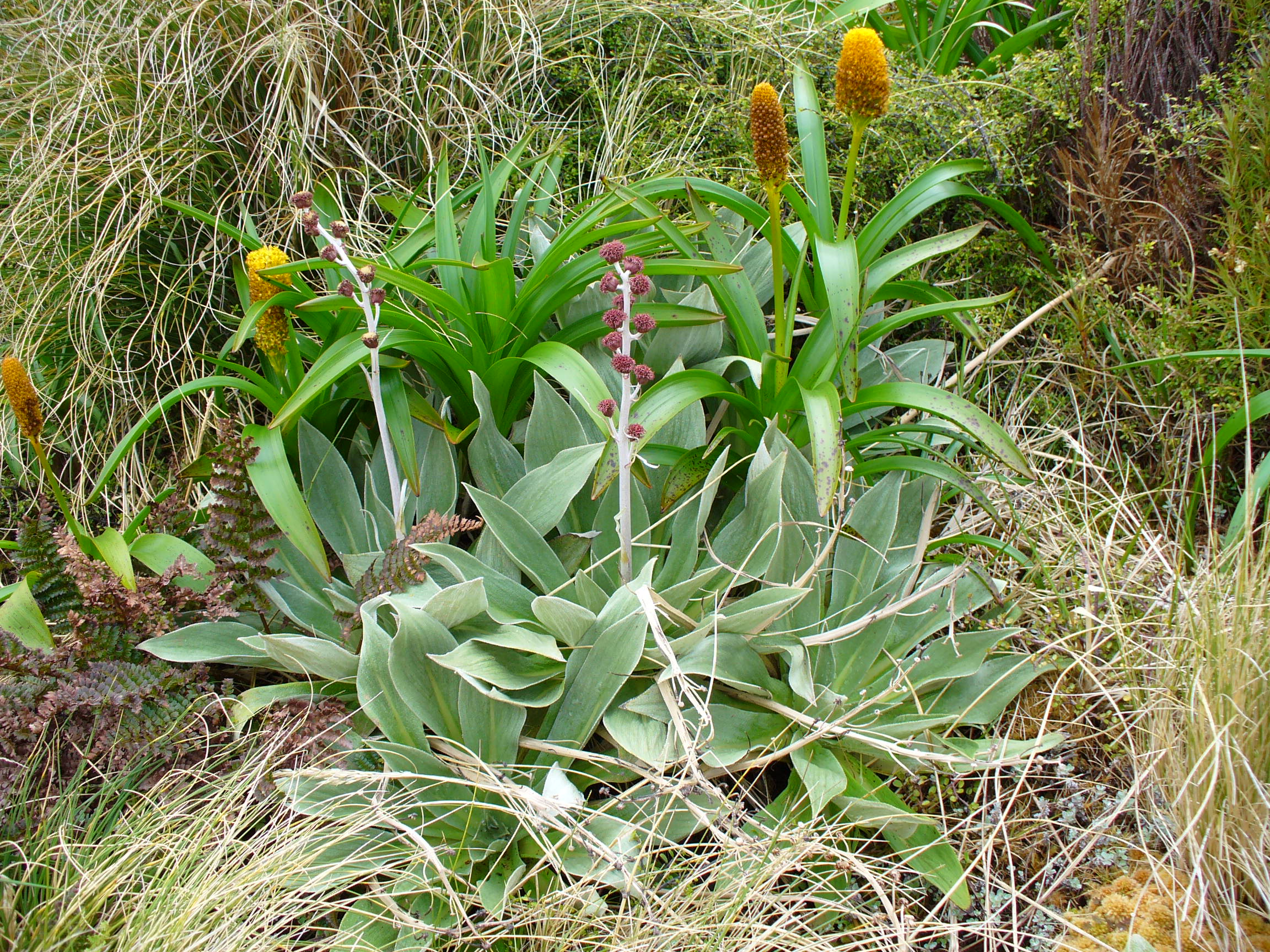
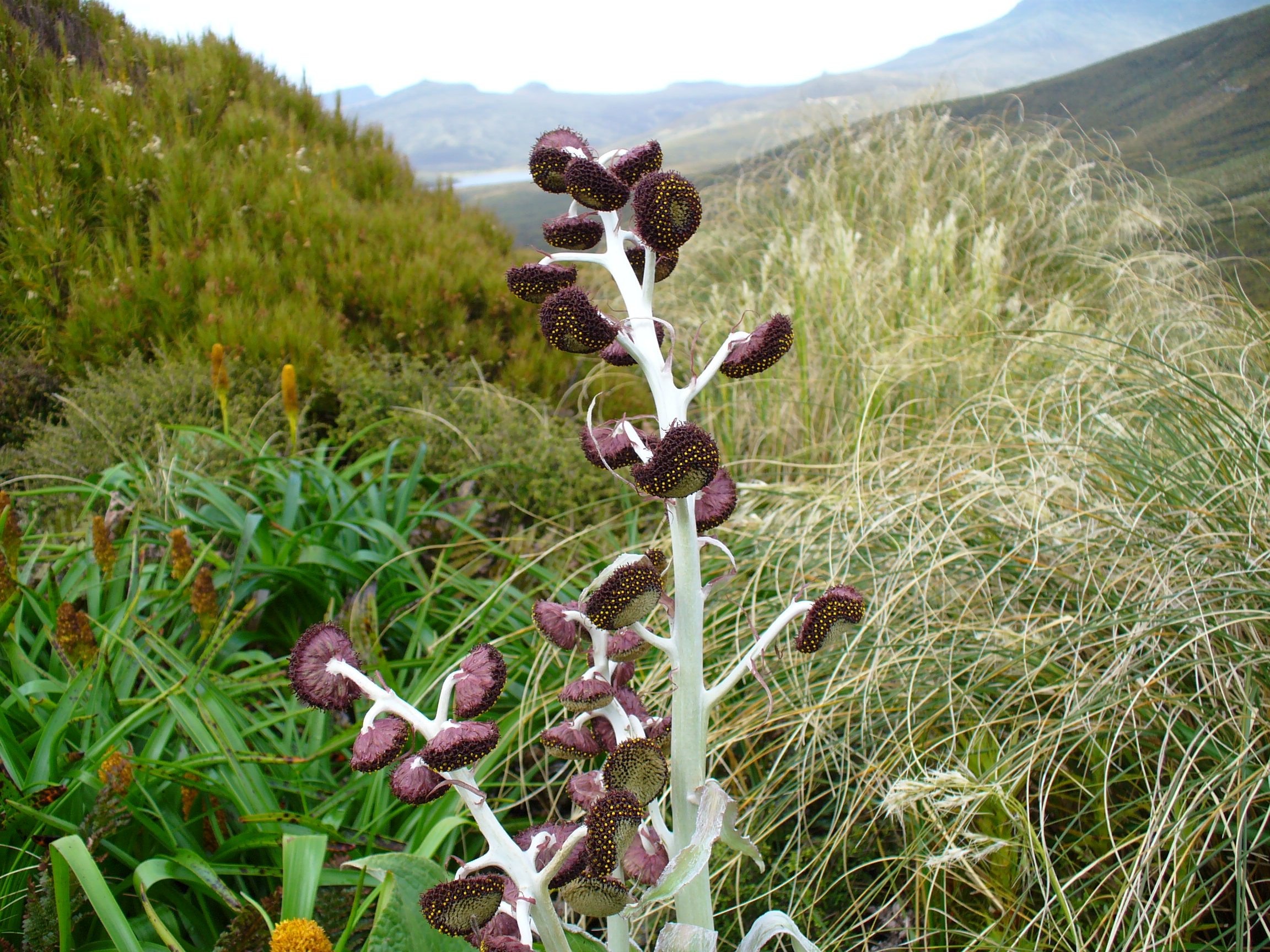